# فابیان هولتهاوس
فابیان هولتهاوس (انگلیسی: Fabian Holthaus؛ زادهٔ ۱۷ ژانویهٔ ۱۹۹۵) بازیکن فوتبال اهل آلمان است.
از باشگاه‌هایی که در آن بازی کرده‌است می‌توان به باشگاه فوتبال دینامو درسدن، باشگاه فوتبال بوخوم، و باشگاه فوتبال فورتونا دوسلدورف اشاره کرد.
وی همچنین در تیم‌های ملی فوتبال جوانان آلمان، فدراسیون فوتبال آلمان، جوانان آلمان، فدراسیون فوتبال آلمان، جوانان آلمان، فدراسیون فوتبال آلمان، زیر ۲۰ سال آلمان، و فدراسیون فوتبال آلمان بازی کرده‌است.